# Бенгар Джампал Зангпо
Бенгар Джампал Зангпо е тибетски будистки лама от XV век. Той е ученик на Шестия Кармапа Тонгва Дьонден и става учител на Гошир Палджор Дьондруб, като по този начин става носител на приемствеността на школата Карма Кагю.
Бенгар Джампал Зангпо е роден в Дамцанг, място най-вероятно в източен Тибет в семейството на тантричен йогин. От съвсем ранна възраст той изучава текстовете и практиките както на Махаяна, така и на Ваджраяна от учения (пандит) Ронгтон. По-късно получава инструкции върху Шестте йоги на Наропа от Кармапа Тонгва Дьонден и става напълно реализиран майстор.